# إيغيو
إيغيو : (باليونانية: Αίγιο)، (بالإنجليزية:Aigio)، مدينة يونانية ومركز لبلدية تقع في جنوب وسط البلاد، وهي تفع في مقاطعة أخايا التي تتبع إدارياً لإقليم غرب اليونان.

## الموقع والسكان
تقع المدينة على ارتفاع 30 م عن مستوى سطح البحر، فهي مبنية على قمة جرف صخري على الساحل الشمالي لشبه جزيرة المورة، على الطرف الجنوبي الغربي لخليج كورنث. تبعد مسافة 37 كيلومتر إلى الشرق من باتراس، بينما تبعد عن أثينا مسافة 167 من جهة الغرب.
يبلغ عدد سكان المدينة وحدها (22) ألف نسمة (إحصائيات 2001)، بينما يصبح عدد السكان (28) ألف نسمة مع كل الأراضي البلدية التابعة لها.

## التسمية
كانت المدينة تدعى إيغيون (Aigion) في الفترة الكلاسيكية، وبحسب الأسطورة يعود هذا الاسم إلى الماعز التي أرضعت الطفل زيوس والتي كان اسمها إيكس (Aix)، وقد ذكر هذا في الكتابات الهوميرية. أصبح اسم المدينة فوستيتسا (Vostitsa) خلال الـقرون الوسطى وذلك من مفردة فوستان (Vostan) من اللغة السلافونية القديمة والتي تعني البستان أو الحديقة.

## التاريخ

### التاريخ القديم
تعتبر إيغيو واحدة من أقدم مدن اليونان والبلقان، فقد دلت عشرات القطع الأثرية المصنوعة من قبل الإنسان أن تاريخ الاستيطان في المدينة يعود إلى العصر الميسوليثي (الحجري الوسيط). تقول الميثولوجيا أن مؤسسي المدينة هم شعوب البحر (الـبيلاسغيون)، ثم قدِم إليها الأيونيون في منتصف القرن السادس عشر ق.م. وأصبحت مركزاً للنفوذ الأيوني في شبه جزيرة المورة، وكانت المدينة مركزاً مهماً في عصر هومير واشتهر معبدها المكرس لزيوس بكونه مركزاُ لاجتماع الهيلينيين لتقرير الأمور المصيرية كالحملات الطروادية وغيرها.

### الفترة الكلاسيكية
وصل الأخائيون إلى شمال المورة في القرن الثاني عشر ق.م. من لاكونيا، وطردوا بوصولهم الأيونيين، ومنذ ذلك الوقت اكتسبت المنطقة اسمها الحالي (أخايا) (Achaia).
أصبحت إيغيون عضواً في الرابطة الأخائية حوالي العام 800 ق.م. والتي تكونت من اتحاد اثنتا عشر مدينة أخائية. أنجبت المدينة في تلك الفترة العديد من الأبطال الأولمبيين مثل ستراتون (Straton)، وَ أثينوذوروس (Athenodorus). أصبحت إيغيون المدينة الأهم في أخايا بعد دمار مدينة هيليكه (Helike).
أصبحت جزءاً من مملكة مقدون بين عامي (330-281) ق.م. ثم عادت بعد ذلك لتصبح جزءاً من الرابطة الأخائية وعاصمة لها، وكان معبد زيوس الموجود فيها مركزاً مهماً للحياة السياسية والدينية في اليونان الكلاسيكية. احتلها الـرومان عام 146 ق.م. ثم قاموا بإزالة أسوار المدينة وبالتالي بدأت إيغيون بفقدان أهميتها الاستراتيجية تدريجياً.

### الفترة البيزنطية والقرون الوسطى
أصبحت المدينة جزءاً من الإمبراطورية البيزنطية، واختفت تدريجياُ من التاريخ بدءاً من القرن الثالث عندما بدأت تتعرض بشكل متقطع لغزوات القوط.
استولى عليها السلاف عام 805 م. وأطلقوا عليها اسم فوستيستا بمعنى «مدينة الحدائق» باللغة السلافونية القديمة. أصبحت عام 1205 م. من أملاك الفرنجة، بعد استيلاء وليم فيلهاردوان على شبه جزيرة المورة وتسميته «أميراً على أخايا» قام سلف هذا الأمير بتقسيم المورة إلى 12 بارونية كان منها «بارونية فوستيتساس» الذي حكمها البارون هوغو ساربيني (Hugo Sarpiny) وقد قام هذا ببناء العديد من المباني والتحصينات في المدينة.

### الفترة العثمانية
سيطر الـعثمانيون على المدينة بدءاً من العام 1457 م. ولكن مع فترات من السيطرة الفبنيسية بين (1469-1470) م. وقد كانت هذه الفترة من تاريخ المدينة غير مستقرة إذ شهدت عدة ثورات شعبية للتخلص من السيطرة العثمانية كثورة نيقولاوس تسيرونداس (Nicolaos Tserontas) عام (1571).
سيطر الفينيسيون مرة أخرى على المدينة بين عامي (1685-1715) م. وقد شهدت هذه الفترة ازدياداً في أهمية المدينة الاقتصادية والاجتماعية، وقدِم إليها مستوطنين من أثينا وأمفيسا. ولكن المدينة عادت لتقع تحت النفوذ العثماني بعد معاهدة باساروفيتز عام 1718.
تحررت المدينة نهائياً من النفوذ التركي عام 1821 أثناء حرب استقلال اليونان، وقد كانت أول مدينة يونانية تتحرر من الأتراك وتنضم إلى الدولة اليونانية الناشئة.

## المعالم الأساسية
لم يتبق الكثير من معالم المدينة القديمة الكلاسيكية أو الرومانية، والتي وجد أنها تنتشر في المناطق المحيطة بالمدينة أيضاً. ومن أهم معالمها الحالية:
- كاتدرائية أغيا لافرا «القديسة لافرا»: وتقع ضمن ساحة لها نفس الاسم، توجد بجانب الكاتدرائية أرضية فسيفسائية كبيرة تمثل «الراعي الطيب» يرجع تاريخها لعام 500 م. ويعتقد أنها كانت أرضية لكنيسة قديمة.
- المدينة القديمة: ويغلب عليها الطابع المعماري الذي يعود لأواخر القرت التاسع عشر، وأهم ما فيها السوق القديم الذي صممه المعماري تسيللر، وتوجد ضمنها عدة مقاهي قديمة لها إطلالة جميلة على خليج كورنث.
- منحف إيغيو الأركيولوجي: ويضم لقى أثرية مهمة جمعت من كل أراضي قضاء إيغياليا، تعود مجموعة المتحف إلى كل العصور التي مرت بها المدينة والمنطقة المحيطة بها.
- بقايا معابد جنائزية تعود للفترة الهلنستية تدعى  نايسكوس (Naiskos).
- كنيسة باناغيا تريبيتي (Panaghia Tripiti): وهي كنيسة صغيرة جميلة توجد في ميناء المدينة، توجد ضمنها أيقونة مبجلة من قبل سكان المدينة.

## متفرقات
- تشتهر المدينة بإنتاجها من الكشمش «الزبيب بدون نوى»، وقد كانت تعرف بأنها المكان الأهم لهذا المنتج ضمن عالم البحر المتوسط في القرون الثلاثة الأخيرة.
- أهم النوادي الرياضية في المدينة هي إيغياس إيغيون، أولمبياكوس إيغيو، وبانإيغياليوس.

## معرض صور

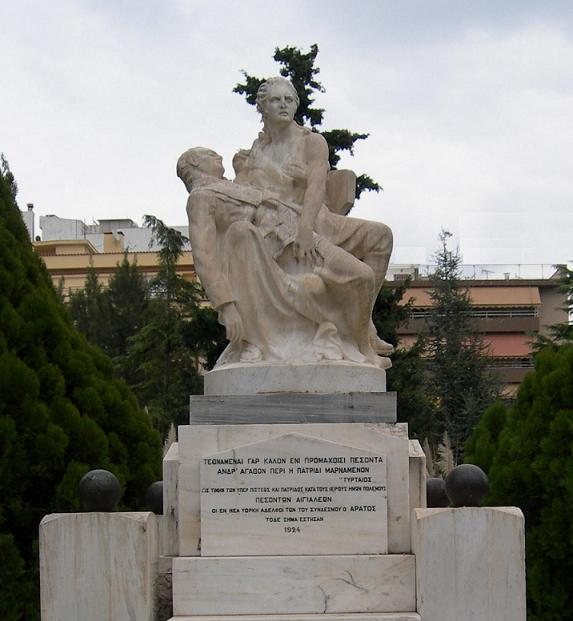
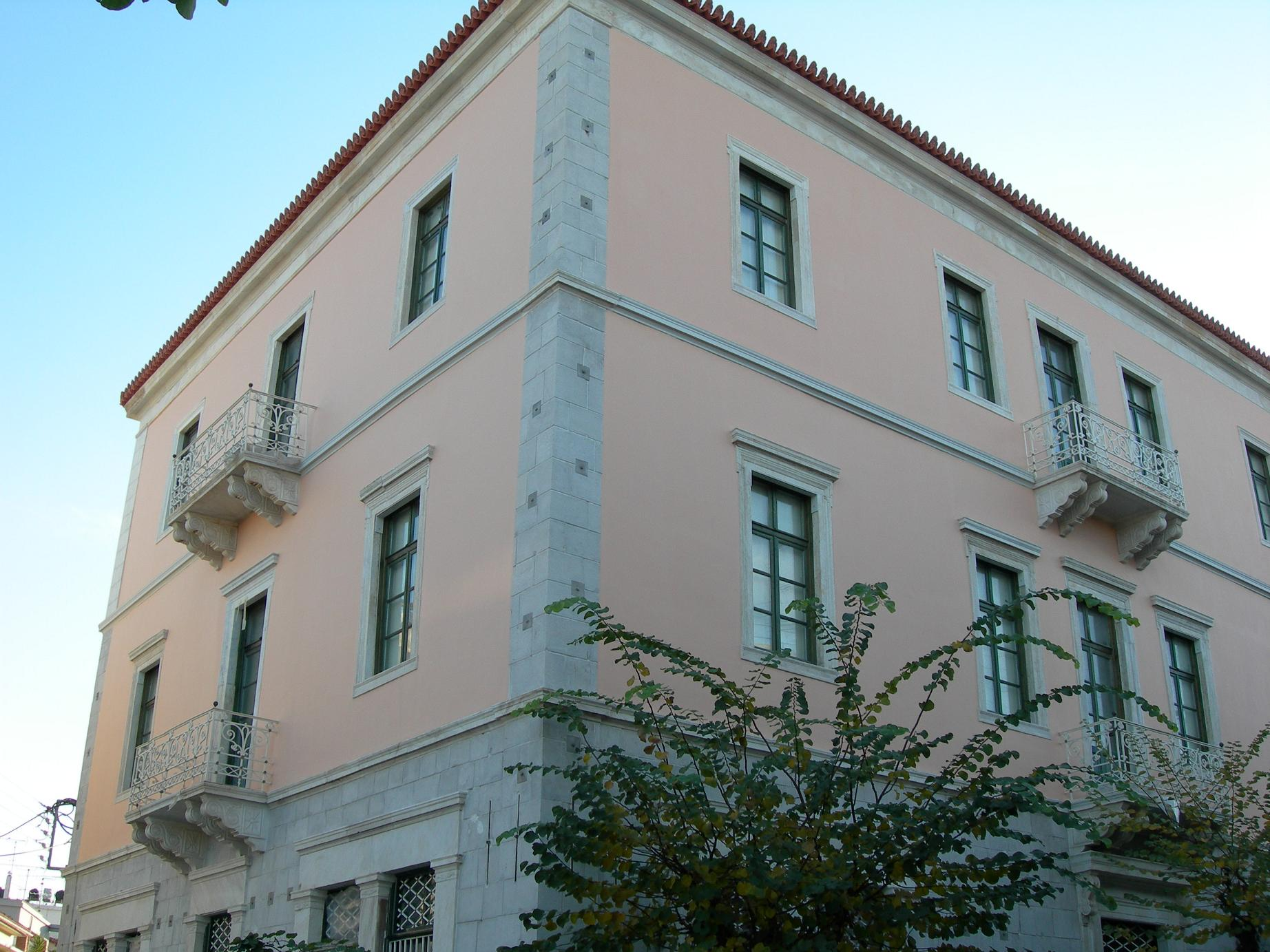
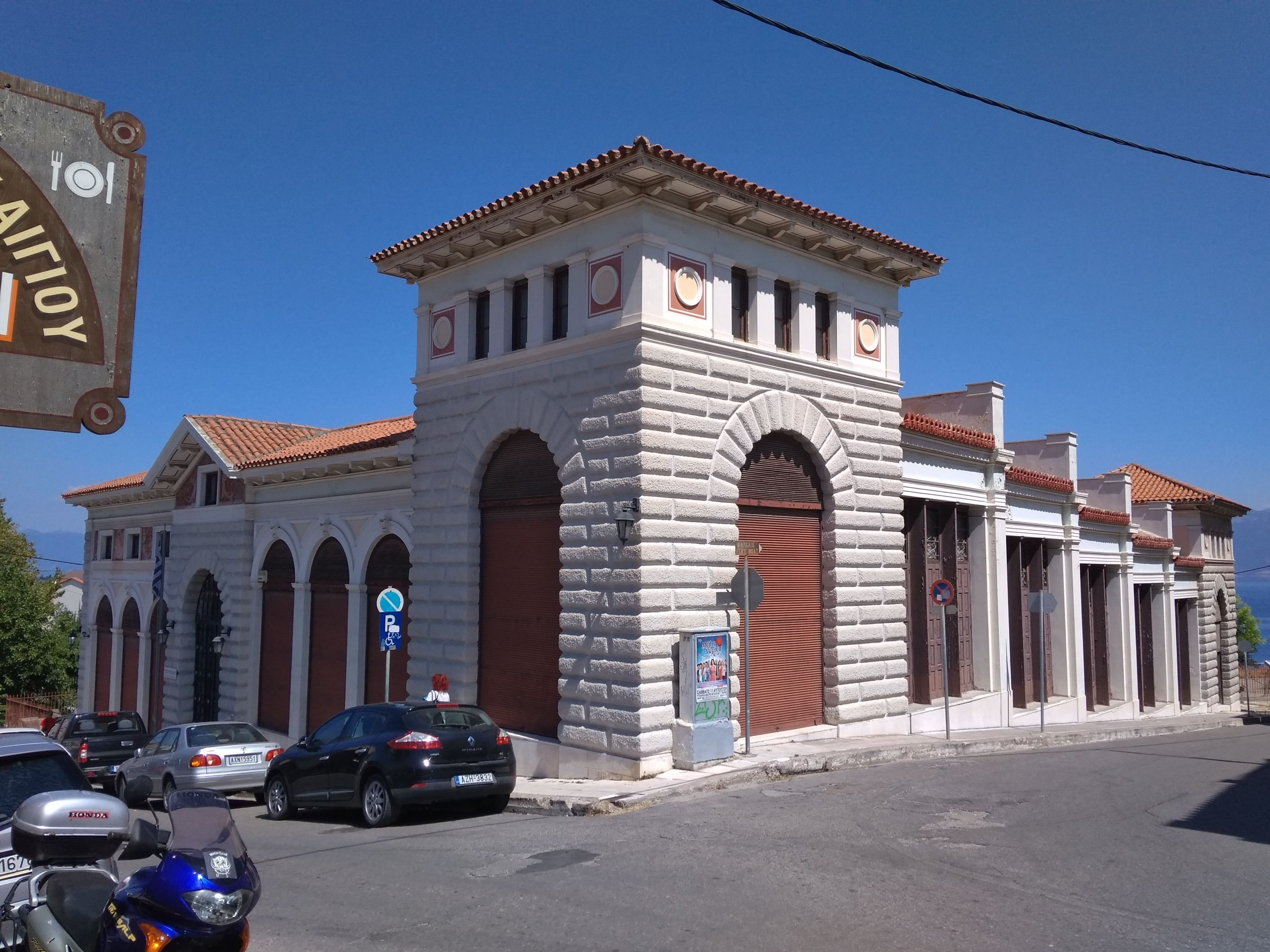

## وصلات خارجية
- موقع المدينة الرسمي